# Sportverein Meppen 1912 2013-2014
Questa voce raccoglie le informazioni riguardanti il Sportverein Meppen 1912 nelle competizioni ufficiali della stagione 2013-2014.

## Stagione
Nella stagione 2013-2014 il Meppen, allenato da Christian Neidhart, concluse il campionato di Regionalliga nord al 4º posto.

## Rosa
| N. |                         | Ruolo | Calciatore          |
| -- | ----------------------- | ----- | ------------------- |
| 1  | Germania (bandiera)     | P     | Benjamin Gommert    |
| 3  | Germania (bandiera)     | D     | Marius Krumland     |
| 4  | Germania (bandiera)     | D     | Robin Twyrdy        |
| 5  | Germania (bandiera)     | D     | Jan-Christian Meier |
| 7  | Germania (bandiera)     | C     | Daniel Latkowski    |
| 8  | Germania (bandiera)     | A     | Ramiz Pasiov        |
| 9  | Kirghizistan (bandiera) | C     | Viktor Maier        |
| 10 | Germania (bandiera)     | C     | Martin Wagner       |
| 11 | Germania (bandiera)     | A     | Viktor Dak          |
| 12 | Germania (bandiera)     | C     | Thorben Deters      |
| 13 | Germania (bandiera)     | D     | Sergej Schmik       |
| 14 | Paesi Bassi (bandiera)  | C     | Johan Wigger        |

| N. |                     | Ruolo | Calciatore         |
| -- | ------------------- | ----- | ------------------ |
| 15 | Germania (bandiera) | D     | Alexander Hahn     |
| 16 | Germania (bandiera) | C     | Marc Schnier       |
| 17 | Germania (bandiera) | C     | Max Kremer         |
| 18 | Germania (bandiera) | D     | Sebastian Schepers |
| 19 | Giappone (bandiera) | C     | Hiromu Watahiki    |
| 21 | Germania (bandiera) | C     | Jens Robben        |
| 22 | Germania (bandiera) | C     | Markus Rohe        |
| 23 | Germania (bandiera) | C     | Hedon Selishta     |
| 25 | Serbia (bandiera)   | C     | Mirhudin Kacar     |
| 30 | Germania (bandiera) | P     | Hannes Frerichs    |
| 32 | Germania (bandiera) | C     | Micha Langreder    |

## Organigramma societario
Area tecnica
- Allenatore: Christian Neidhart
- Allenatore in seconda: Damir Bujan, Jouke Faber
- Preparatore dei portieri: Stefan Wessels
- Preparatori atletici:
- Analisi video:

## Calciomercato

### Sessione estiva
| Acquisti | Acquisti         | Acquisti         | Acquisti |
| R.       | Nome             | da               | Modalità |
| -------- | ---------------- | ---------------- | -------- |
| C        | Daniel Latkowski | Osnabrück        |          |
| A        | Viktor Dak       | Osnabrück U19    |          |
| P        | Hannes Frerichs  | Preußen Münster  |          |
| D        | Alexander Hahn   | Werder Brema II  |          |
| C        | Mirhudin Kacar   | Goslarer         |          |
| C        | Max Kremer       | SV Wilhelmshaven |          |
| D        | Marius Krumland  | Werder Brema U19 |          |
| A        | Ramiz Pasiov     | Wuppertal        |          |
| D        | Marcel Thomas    | Bochum II        |          |
| C        | Martin Wagner    | Waldhof Mannheim |          |
| C        | Hiromu Watahiki  | RW Oberhausen    |          |

| Cessioni | Cessioni              | Cessioni            | Cessioni |
| R.       | Nome                  | a                   | Modalità |
| -------- | --------------------- | ------------------- | -------- |
| D        | Daniel Olthoff        | Cloppenburg         |          |
| A        | Eric Bruns            | Blau-Weiß Papenburg |          |
| A        | Andreas Gerdes-Wurpts | Cloppenburg         |          |
| C        | Sven Hartwig          | Goslarer            |          |
| A        | Michael Holt          | Preußen Münster     |          |
| D        | Rainer Müller         | Schönberg           |          |
| C        | Stefan Raming-Freesen | SC Spelle-Venhaus   |          |
| C        | Sascha Wald           | SC Spelle-Venhaus   |          |
| A        | René Wessels          | Lippstadt 08        |          |

### Sessione invernale
| Acquisti | Acquisti     | Acquisti | Acquisti |
| R.       | Nome         | da       | Modalità |
| -------- | ------------ | -------- | -------- |
| C        | Viktor Maier | Havelse  |          |

| Cessioni | Cessioni       | Cessioni           | Cessioni |
| R.       | Nome           | a                  | Modalità |
| -------- | -------------- | ------------------ | -------- |
| A        | Timo Scherping | Cloppenburg        |          |
| D        | Marcel Thomas  | Sportfreunde Lotte |          |

## Risultati

### Regionalliga

#### Girone di andata
| Arbitro: | Skorczyk |

|           |           |                                      |
| Boock 74’ | Marcatori | 15’, 40’ (rig.), 50’ Kremer 34’ Hahn |

| Arbitro: | Senning |

|               |           |  |
| Scherping 72’ | Marcatori |  |

| Arbitro: | Skorczyk |

|                                               |           |            |
| Beismann 16’ (rig.), 76’ Posipal 60’ Amin 89’ | Marcatori | 25’ Wigger |

| Arbitro: | Bokop |

|                                      |           |                   |
| Pasiov 8’ Kremer 25’, 66’ Wagner 37’ | Marcatori | 19’ Gerdes-Wurpts |

| Arbitro: | Helwig |

|                     |           |                      |
| Tankulić 69’ (rig.) | Marcatori | 9’ Wagner 36’ Kremer |

| Arbitro: | Heft |

|  |           |           |
|  | Marcatori | 82’ Siala |

| Arbitro: | Neitzel-Petersen |

|          |           |                  |
| Kadah 2’ | Marcatori | 62’ (aut.) Surma |

| Arbitro: | Ehlers |

|                         |           |                      |
| Wagner 7’ Latkowski 30’ | Marcatori | 43’ Kačar 75’ Brauer |

| Arbitro: | Riehl |

|  |           |                            |
|  | Marcatori | 20’, 58’ Kremer 70’ Wagner |

| Arbitro: | Paltchikov |

|            |           |  |
| Kremer 36’ | Marcatori |  |

| Arbitro: | Senning |

|                         |           |          |
| Lüneburg 25’ Tunjic 85’ | Marcatori | 38’ Hahn |

| Arbitro: | Yılmaz |

|                       |           |                          |
| Kremer 62’ Schmik 77’ | Marcatori | 59’ Stütz 70’ Winkelmann |

| Arbitro: | Riehl |

|             |           |            |
| Schultz 88’ | Marcatori | 56’ Wagner |

| Arbitro: | Senning |

|                 |           |                      |
| Heidenreich 13’ | Marcatori | 4’ Kremer 28’ Wagner |

| Meppen 8 novembre 2013, ore 19:30 CET 15ª giornata | Meppen      | 0 – 0 referto | E. Braunschweig II | MEP-Arena (1 812 spett.)\| Arbitro: \| Schlickmann \| |
| Arbitro:                                           | Schlickmann |               |                    |                                                       |

| Arbitro: | Jablonski |

|                 |           |                      |
| Robben 34’, 77’ | Marcatori | 14’ Pröger 46’ Laabs |

| Arbitro: | Brauer |

|                         |           |            |
| Kremer 8’ Scherping 64’ | Marcatori | 63’ Hummel |

#### Girone di ritorno
| Arbitro: | Bernhardt |

|                            |           |  |
| Pasiov 27’, 39’ Kremer 61’ | Marcatori |  |

| Arbitro: | Hübner |

|                            |           |            |
| Ayçiçek 50’ von Haacke 55’ | Marcatori | 12’ Robben |

| Arbitro: | Eichhorst |

|  |           |           |
|  | Marcatori | 70’ Jöcks |

| Arbitro: | Pfeifer |

|                                      |           |                             |
| Kosenkow 8’ Scherping 41’ Wernke 53’ | Marcatori | 56’ Hahn 62’, 83’ Latkowski |

| Arbitro: | Jablonski |

|            |           |           |
| Pasiov 31’ | Marcatori | 85’ Erkic |

| Arbitro: | Dornieden |

|            |           |                       |
| Ficara 37’ | Marcatori | 14’ Pasiov 90’ Robben |

| Arbitro: | Hübner |

|                |           |             |
| Maier 49’, 63’ | Marcatori | 14’ Schulze |

| Arbitro: | Paltchikov |

|  |           |            |
|  | Marcatori | 77’ Wigger |

| Arbitro: | Heft |

|  |           |                                     |
|  | Marcatori | 29’ Pini 37’, 56’ Bahn 77’ Startsev |

| Arbitro: | Hübner |

|                         |           |                       |
| Hartwig 2’ Golombek 19’ | Marcatori | 23’ Pasiov 41’ Wigger |

| Arbitro: | Ehlers |

|               |           |          |
| Latkowski 45’ | Marcatori | 8’ Meyer |

| Arbitro: | Skorczyk |

|                    |           |                              |
| Arend 3’ Fidan 56’ | Marcatori | 35’ Wigger 78’ (rig.) Kremer |

| Arbitro: | Pfeifer |

|                      |           |  |
| Wagner 8’ Pasiov 70’ | Marcatori |  |

| Arbitro: | Neitzel-Petersen |

|                                             |           |  |
| Pasiov 30’ Wagner 54’ Wigger 78’ Deters 90’ | Marcatori |  |

| Arbitro: | Riehl |

|  |           |                                     |
|  | Marcatori | 46’ Schmik 79’ Pasiov 82’ Latkowski |

| Arbitro: | Skorczyk |

|  |           |            |
|  | Marcatori | 73’ Kremer |

| Arbitro: | Schröder |

|                                                       |           |  |
| Meier 6’ (aut.) Walter 29’ (rig.) Wulff 42’ Meyer 77’ | Marcatori |  |

## Statistiche

### Statistiche di squadra
| Competizione      | Punti | In casa | In casa | In casa | In casa | In casa | In casa | In trasferta | In trasferta | In trasferta | In trasferta | In trasferta | In trasferta | Totale | Totale | Totale | Totale | Totale | Totale | DR  |
| Competizione      | Punti | G       | V       | N       | P       | Gf      | Gs      | G            | V            | N            | P            | Gf           | Gs           | G      | V      | N      | P      | Gf     | Gs     | DR  |
| ----------------- | ----- | ------- | ------- | ------- | ------- | ------- | ------- | ------------ | ------------ | ------------ | ------------ | ------------ | ------------ | ------ | ------ | ------ | ------ | ------ | ------ | --- |
| Regionalliga nord | 59    | 17      | 8       | 6       | 3       | 27      | 17      | 17           | 8            | 5            | 4            | 30           | 25           | 34     | 16     | 11     | 7      | 57     | 42     | +15 |
| Totale            | 59    | 17      | 8       | 6       | 3       | 27      | 17      | 17           | 8            | 5            | 4            | 30           | 25           | 34     | 16     | 11     | 7      | 57     | 42     | +15 |

### Andamento in campionato
| Giornata  | 1 | 2 | 3 | 4 | 5 | 6 | 7 | 8 | 9 | 10 | 11 | 12 | 13 | 14 | 15 | 16 | 17 | 18 | 19 | 20 | 21 | 22 | 23 | 24 | 25 | 26 | 27 | 28 | 29 | 30 | 31 | 32 | 33 | 34 |
| --------- | - | - | - | - | - | - | - | - | - | -- | -- | -- | -- | -- | -- | -- | -- | -- | -- | -- | -- | -- | -- | -- | -- | -- | -- | -- | -- | -- | -- | -- | -- | -- |
| Luogo     | T | C | T | C | T | C | T | C | T | C  | T  | C  | T  | T  | C  | C  | C  | C  | T  | C  | T  | C  | T  | C  | T  | C  | T  | C  | T  | C  | C  | T  | T  | T  |
| Risultato | V | V | P | V | V | P | N | N | V | V  | P  | N  | N  | V  | N  | N  | V  | V  | P  | P  | N  | N  | V  | V  | V  | P  | N  | N  | N  | V  | V  | V  | V  | P  |
| Posizione | 2 | 1 | 6 | 4 | 2 | 4 | 6 | 6 | 4 | 3  | 4  | 5  | 4  | 3  | 5  | 3  | 4  | 4  | 5  | 6  | 6  | 6  | 5  | 5  | 5  | 5  | 5  | 5  | 5  | 5  | 5  | 5  | 4  | 4  |

Legenda:

Luogo: C = Casa; T = Trasferta. Risultato: V = Vittoria; N = Pareggio; P = Sconfitta.

### Statistiche dei giocatori
| V. Dak       | 6  | 0  | 0 | 0 |
| T. Deters    | 1  | 1  | 0 | 0 |
| H. Frerichs  | 4  | 0  | 1 | 0 |
| B. Gommert   | 31 | 0  | 0 | 1 |
| A. Hahn      | 34 | 3  | 1 | 0 |
| M. Kacar     | 14 | 0  | 2 | 0 |
| M. Kremer    | 30 | 15 | 1 | 0 |
| M. Krumland  | 3  | 0  | 0 | 0 |
| M. Langreder | 3  | 0  | 0 | 0 |
| D. Latkowski | 29 | 5  | 7 | 0 |
| V. Maier     | 13 | 2  | 2 | 0 |
| J. Meier     | 32 | 0  | 4 | 1 |
| D. Olthoff   | 1  | 0  | 0 | 0 |
| R. Pasiov    | 31 | 9  | 1 | 0 |
| J. Robben    | 30 | 4  | 8 | 1 |
| M. Rohe      | 0  | 0  | 0 | 0 |
| S. Schepers  | 29 | 0  | 6 | 0 |
| T. Scherping | 17 | 2  | 0 | 0 |
| S. Schmik    | 33 | 2  | 5 | 0 |
| M. Schnier   | 15 | 0  | 4 | 0 |
| H. Selishta  | 4  | 0  | 0 | 0 |
| M. Thomas    | 6  | 0  | 1 | 0 |
| R. Twyrdy    | 19 | 0  | 3 | 0 |
| M. Wagner    | 33 | 8  | 5 | 0 |
| H. Watahiki  | 22 | 0  | 1 | 0 |
| J. Wigger    | 27 | 5  | 7 | 2 |